# Icerya purchasi
Icerya purchasi är en insektsart. Icerya purchasi ingår i släktet Icerya och familjen pärlsköldlöss.

## Underarter
Arten delas in i följande underarter:
- I. p. purchasi
- I. p. citriperda
- I. p. crawii
- I. p. maskelli

## Bildgalleri

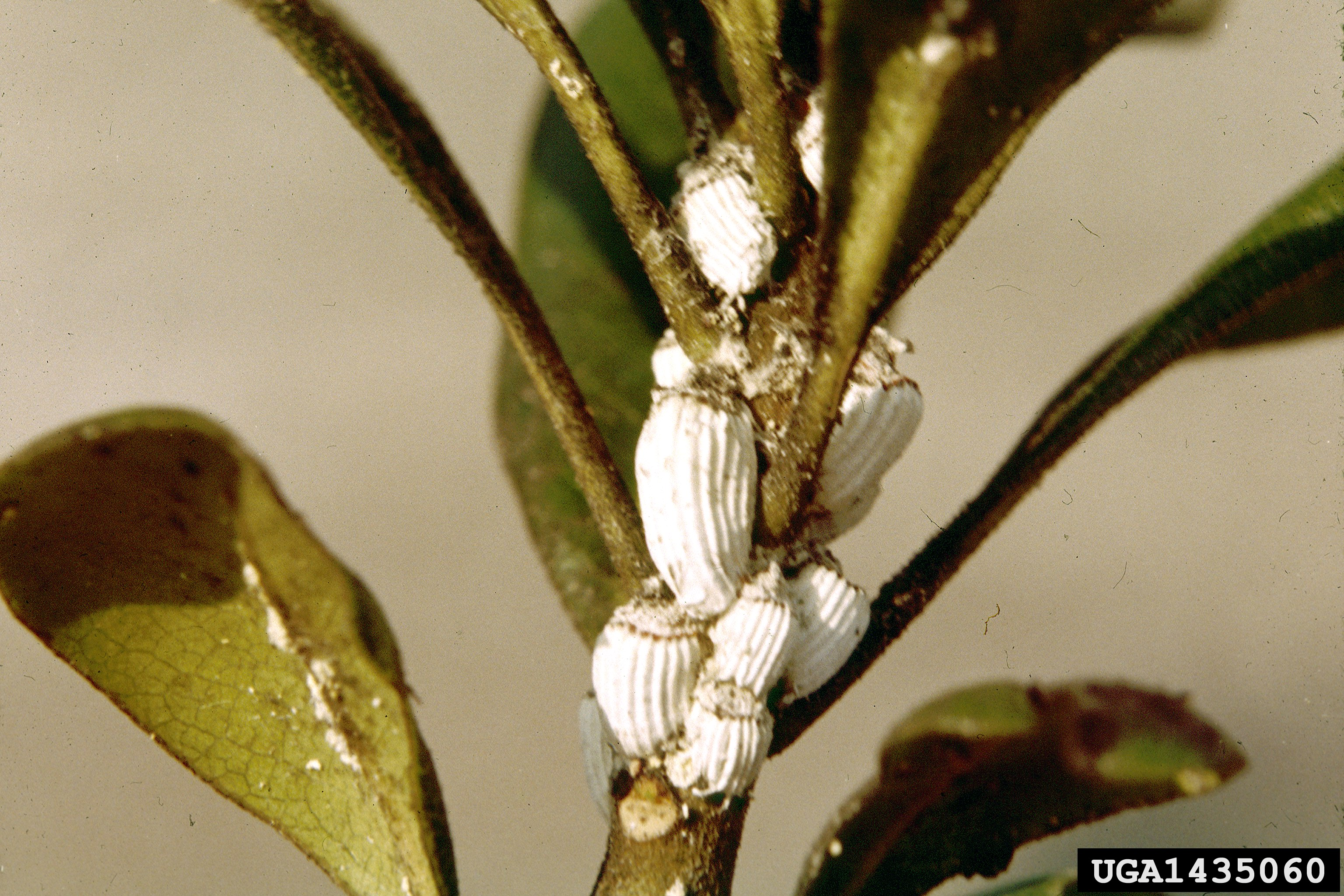
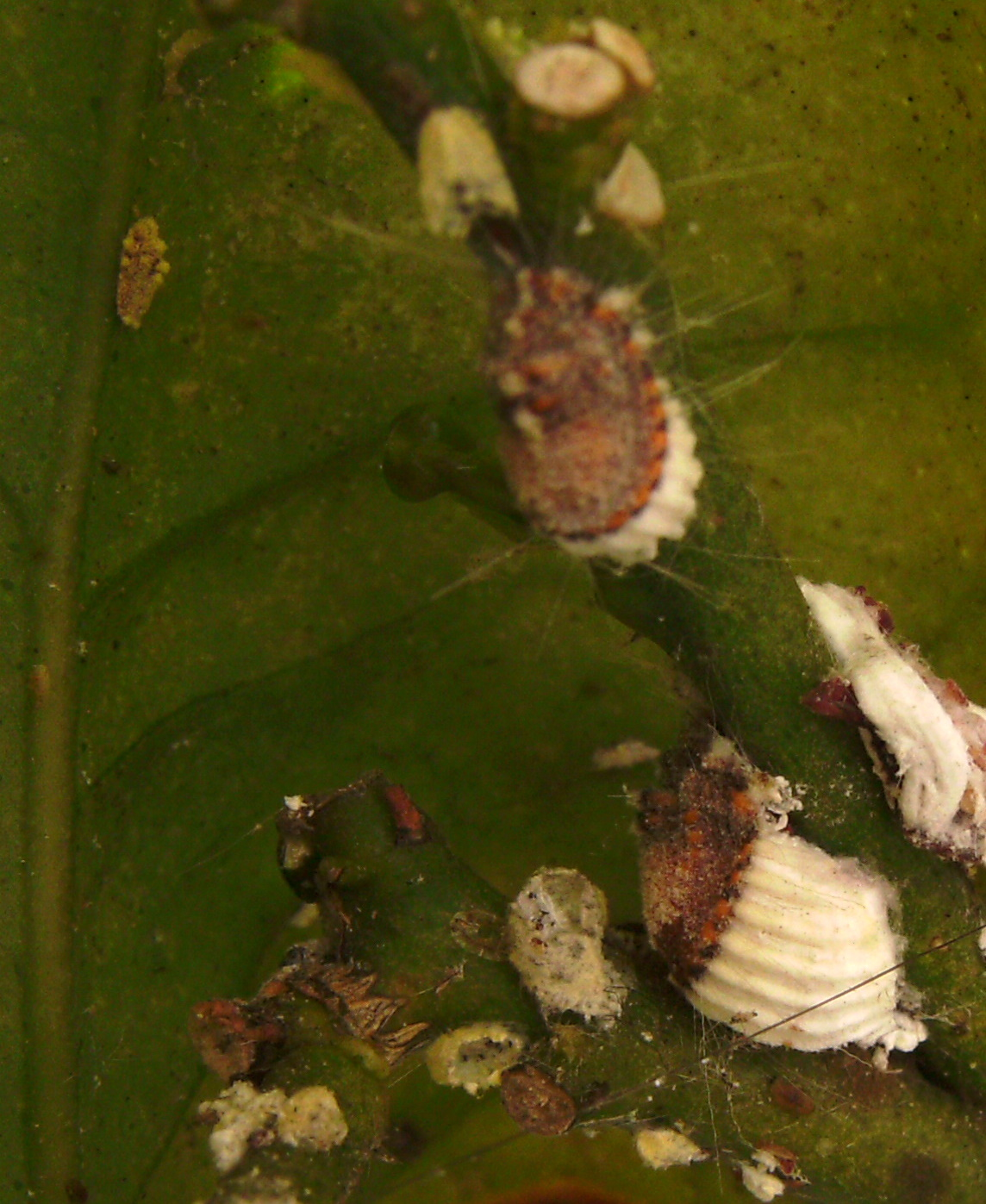
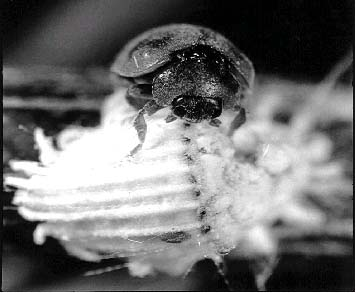
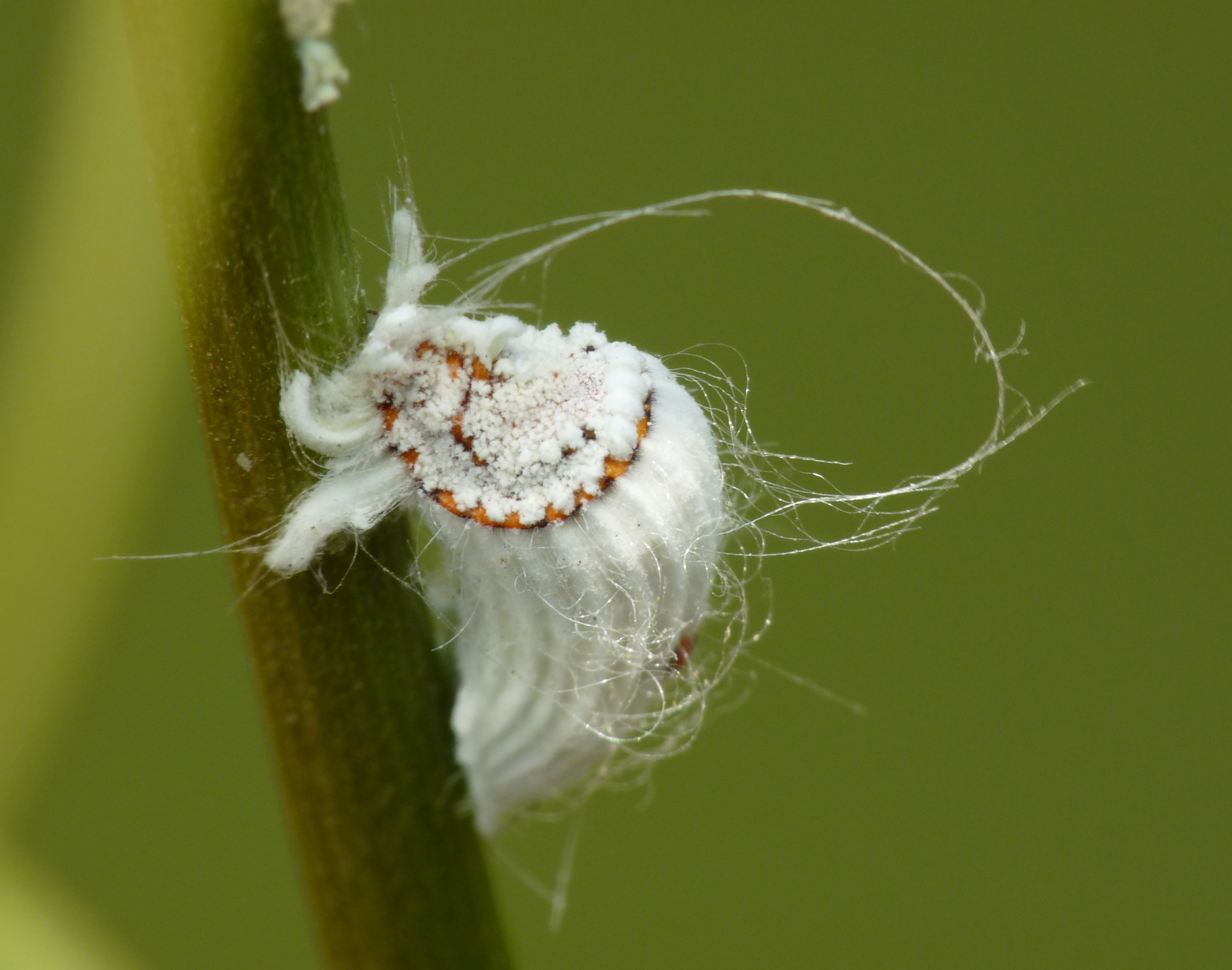